# Cap Tourmente (film)
Pour les articles homonymes, voir Cap Tourmente.
Pour plus de détails, voir Fiche technique et Distribution.
Cap Tourmente est un film québécois réalisé par Michel Langlois produit en 1993.

## Synopsis
En aval de Québec, sur la rive nord du fleuve Saint-Laurent, là où il devient plus large, le fief des O’Neil est une demeure familiale devenue auberge. Y vivent, la mère, Jeanne et ses deux enfants : Alex et Alfa. Le retour de Jean-Louis, ami venu d’ailleurs, aura des répercussions sur chacun et sur le clan. Dans un groupe où les relations sont de haine et d’amour mêlées, où la passion peut faire qu’on s’entre-déchire facilement, l’arrivée de Jean-Louis vient exacerber les mœurs du groupe.

## Fiche technique
- Titre original : Cap Tourmente
- Réalisation : Michel Langlois
- Scénario : Marcel Beaulieu et Michel Langlois
- Direction artistique : Normand Sarrazin
- Décors : Frances Calder
- Costumes : Louise Dubé, Denis Sperdouklis
- Coiffure :Pina Rizzi
- Maquillage : Micheline Trépanier
- Photographie : Éric Cayla
- Son : Richard Besse, Claude Beaugrand, Hans Peter Strobl
- Montage : Jean-Claude Coulbois
- Production : Bernadette Payeur, Marc Daigle et Doris Girard
- Société de production : Association coopérative de productions audio-visuelles (ACPAV), ONF
- Sociétés de distribution : Les Films Séville, Cinepix Film Properties (CFP)
- Budget : 2,1 millions de dollars[1]
- Pays d'origine :  Canada
- Langue originale : français
- Format : couleur
- Genre : Drame psychologique
- Durée : 112 minutes
- Dates de sortie :
  - Canada : 4 février 1993 (première - cinéma Impérial de Montréal)
  - Canada : 5 février 1993  (sortie en salle au Québec)

## Distribution
- Andrée Lachapelle : Jeanne O'Neil
- Roy Dupuis : Alex O'Neil
- Élise Guilbault : Alfa O'Neil
- Gilbert Sicotte : Jean-Louis McKenzie
- Macha Limonchik : Barbara Kruger
- Gabriel Gascon : Monsieur Simon
- Luc Picard : Wilfrid Bourgault
- André Brassard : Jos
- Michèle Deslauriers : Madame Huot
- Caroline Dhavernas : Valérie Huot
- Roger Léger : huissier
- Benoît Guérin : huissier
- Antoine Tremblay : Alex, enfant
- Éric Cabana : client
- Diane Carré : cliente
- François Gaudreault : client

## Distinctions

### Récompenses
- 1993 : prix Guy-L'Écuyer remis à Élise Guilbault lors des Rendez-vous du cinéma québécois

### Nominations
- 1993 : Prix Génie du meilleur acteur dans un rôle principal à Roy Dupuis
- 1993 : Prix Génie du meilleur acteur dans un rôle principal à Gilbert Sicotte
- 1993 : Prix Génie de la meilleure actrice dans un rôle principal à Élise Guilbault
- 1993 : Prix Génie de la meilleure actrice dans un rôle principal à Andrée Lachapelle